# New Florence (Missouri)
New Florence è un comune degli Stati Uniti d'America, situato nello Stato del Missouri, nella contea di Montgomery.